# The Good Earth (album)
The Good Earth is het vijfde studioalbum van Manfred Mann's Earth Band. Dit album heeft als thema natuur en milieu. Kopers van het album kregen het recht op een klein stukje grond in Wales.

## Muzikanten
- Manfred Mann – orgel, mellotron, synthesiser, zang
- Mick Rogers – zang, gitaar
- Chris Slade – drums
- Colin Pattenden – basgitaar

## Muziek
Manfred Mann’s Earth Band speelt zowel rockmuziek (met lange solo’s van gitaar en keyboard) als melodieuze, gevoelige stukken. Er zijn veel tempowisselingen en experimentele geluiden. Het album begint met geluiden van het rustieke plattelandsleven, die over gaan in de stevig rockende openingstrack Give me the good earth. Dit nummer is oorspronkelijk van Gary Wright, die bekend is van de band Spooky Tooth en zijn solohit Dreamweaver. De nummers Launching place en I'll be gone zijn beide afkomstig van de Australische progressieve rockband Spectrum. I ‘ll be gone haalde een eerste plaats in de Australische hitparade en staat in de Australische Top 30 Aller tijden. Be not too hard is geschreven door de singer/songwriter Donovan Leitch (die onder anderen bekend is van de hits Atlantis en Mellow Yellow) en de dichter Christopher Logue, die de tekst heeft geschreven. In sommige nummers zitten veel veranderingen en tempowisselingen, zoals het tweedelige Eart Hymn en het afwisselende Give me the good earth.

### Kant een
1. Give me the good earth (Gary Wright) – 8:31
2. Launching place (Mike Rudd) – 5:52
3. I'll be gone (Rudd) – 3:42

### Kant twee
1. Earth Hymn (Mann, Slade) – 6:19
2. Sky High (Mann, Rogers) – 5:15
3. Be Not Too Hard (Rogers, Christopher Logue) – 4:12
4. Earth Hymn Part 2 (Mann, Slade) – 4:18

### Heruitgave in 1998 met drie bonustracks
1. Be Not Too Hard (singleversie) (Rogers, Logue) – 3:39
2. I'll Be Gone (singleversie) (Rudd) – 3:28
3. Earth Hymn Part 2a (singleversie) (Mann, Slade) – 4:13

## Album
Dit album is in 1974  opgenomen in de the Workhouse in Londen waar meerdere albums van Manfred Mann zijn opgenomen. Het album is uitgebracht op 11 oktober 1974 op Bronze Records voor Engeland  en de rest van Europa en op Warner Bros. voor de Verenigde Staten. Iedereen die deze plaat kocht, kreeg een coupon die recht gaf op een klein stukje grond in Wales. Op de albumhoes staat vermeld: The owner of this album is entitled to rights over one square foot of the earth situated at Llanerchyrfa in the County of Brecon, Wales in Great Britain, subject to registration on or before 31st December, 1975.
Dit album is geproduceerd door Manfred Mann en de Earth Band, met geluidstechnici John Pantry en Laurence Latham. Het is verkrijgbaar op Compact Disc  vanaf 1987. De herziene  uitgave met bonustracks is verschenen in november 1998 op Cohesion Records.  Het album heeft drie weken in de Amerikaanse Billboard Album 200 gestaan met als hoogste notering # 157. AllMusic waardeerde dit album met drie en een halve ster (7/10). De singles die van dit album zijn uitgebracht, hebben de hitparade niet gehaald.